# تيم كروس
تيم كروس (بالإنجليزية: Tim Cross)‏ هو ضابط متقاعد في الجيش البريطاني وخبير في اللوجستيات العسكرية، ولد في 19 أبريل 1951.